# Ballet Contemporani de Barcelona
El Ballet Contemporani de Barcelona (BCB) va ser un col·lectiu que va començar el 1977 com una escissió del Ballet Contemporani dirigit per Ramon Solé per desavinences en el funcionament professional de la companyia. La seva trajectòria es va estendre fins al 1996.

## Història
Els impulsors d’aquesta iniciativa van ser Amèlia Boluda, Anselm J. Garcia, Isolda Barberà, Alícia Pérez Cabrero, Dinora Valdívia, Núria Tejedor i Sílvia Munt. La procedència dels components era majoritàriament de l'Institut del Teatre, el qual havia incorporat la dansa moderna recentment al seu projecte curricular.
La primera actuació d’aquesta companyia va ser el 3 i el 4 de novembre de 1977 a l’Antiga Capella de la Santa Creu dins del cicle Primera Mostra de Dansa, un programa col·lectiu amb set coreografies: Bases, Elegia, Silenci, Andròmaca, Imatges, Sarinda i Divertiment amb la col·laboració de l'Ajuntament de Barcelona i l’Institut del Teatre.
Aquest grup de dansa va començar a actuar en escenaris improvisats al mig del carrer, comptant des de l’inici amb el suport de mestres com Gilberto Ruiz-Lang i Bárbara Kasprowicz, que els impartien tècnica moderna i clàssica respectivament. La formació contínua va ser un dels pals de paller d’aquesta plataforma de ballarins i coreògrafs. Hi van col·laborar mestres com Haydée Cacho, Carl Paris o Enric Castán. Gràcies a la bona acollida inicial, dos anys després actuen per primera vegada al Palau de la Música i al Teatre Grec que els permet fer una gira per l’Estat espanyol.
A partir de 1980 es produeix una consolidació del col·lectiu BCB gràcies a la presència dels esmentats coreògrafs i al treball per integrar-se als circuits europeus i internacionals. La primera funció a l'estranger és al concurs de Bagnolet, on estrenen Passacaglia (1980), peça creada per Ruiz-Lang. En aquesta etapa inicien la línia d’espectacles infantils per a la formació de nous públics. Participen dos anys consecutius al Festival Grec, de 1981-1982. El 1983 comencen a rebre suport institucional, la qual cosa representa una gran millora professional i laboral per als membres del col·lectiu. Aquest mateix any actuen per primera vegada a Nova York amb la peça Evidència, del nord-americà David Vaughn, i giren per diversos països de l'Amèrica Central i del Sud. Després d’una dècada de trajectòria, la formació suma mil representacions. A més, al llarg d’aquesta etapa impulsen el «Projecte Estable de Dansa», que té com a objectiu compartir recursos i infraestructures entre les companyies de dansa, i el Festival Òscar López (1985-1993), l’artífex del qual és Anselm J. Garcia. Aquest festival funciona com un certamen coreogràfic internacional que s'organitza des de diferents equipaments de Barcelona, i se'n fan dues edicions a fora de l’Estat espanyol, primer a Quito (Equador) i més endavant a Guadalajara (Mèxic).
El 1988, Amèlia Boluda assumeix la direcció de la formació de la companyia i Joaquim Ramírez en gestiona l’àrea de producció. A finals de la dècada dels vuitanta, estrenen obres més ambicioses com Perfectament Pedra o Quomix. De 1986 a 1994 s'instal·len en un local del carrer Berlín de Barcelona, que anomenen Berlín Centre, on organitzen diferents activitats. Gràcies, en bona part, als Jocs Olímpics, a partir de 1992 i fins a 1996 la companyia viu el moment més àlgid de la seva trajectòria amb gires nacionals i internacionals. Per celebrar els vint anys de la companyia s'estrena Calidoscopi, un programa que mostra una panoràmica del repertori, a l’Espai de Dansa i Música de la Generalitat de Catalunya. Malgrat la presència nacional i internacional el col·lectiu es dissol per motius econòmics el 1997.

## Llegat
El Ballet Contemporani de Barcelona, arrenca a les aules de l’Institut del Teatre amb estudiants i joves acabats de graduar cal situar-lo en el moviment estudiantil de la Transició. Va ser una de les companyies pioneres de dansa contemporània a funcionar com a col·lectiu, esdevenint una plataforma per a ballarins i coreògrafs. Àngels Margarit, Juan Carlos García, Álvaro de la Peña o Toni Mira, que més endavant van dirigir les seves pròpies companyies, van començar les seves carreres professionals en aquest grup.
El seu repertori comprèn 50 peces de 25 coreògrafs diferents incorporant gran varietat de disciplines estètiques i tècniques. Passacaglia, va llençar el grup al reconeixement internacional, seguint amb Cal·ligrama, Opció d’una diferència, Plexiglàs, Fetitxe o Frida. La col·laboració amb músics, compositors i artistes d'altres disciplines va promoure obres originals i de creació com Quomix, en la qual van participar músics com Joan Saura, Pau Riba, Xavier Maristany i els il·lustradors Guillem Cifré i Ana Juan.
Gràcies a la varietat d’estils i tendències, va aconseguir fer una gran tasca de difusió de les diferents tendències de la dansa contemporània emergent de Catalunya, mentre que la seva vocació internacional va ajudar a construir ponts amb festivals, teatres i companyies de l'Amèrica del Sud i l'Amèrica Central.

## Repertori
1977. Bases. Música G. Perotin i G. Cipriani.
1977. Elegia. Coreografia Nuria Tejedor. Música: Gabriel Fauré. Interpretació Isolda Barberá, Amelia Boluda i Nuria Tejedor.
1977: Silenci. Col·lectiva. Sense Música, Interpretació Amelia Boluda.
1977: Adròmaca. Coreografia: Gilberto Ruiz-Lang i Música de percussió.
1977: Imatges. Coreografia: Isolda Barberà, Música de Loeiellet.
1977: Sarinda. Coreografia: Amelia Boluda, i música tradicional hindú.
1977: Divertiment. Coreografia Isolda Barberá i Música de Gioacchino Rossini.
1977: Temporal. Coreografia: Gilberto Ruiz-Lang versionant un poema d'Octavio Paz.
1978. Sorgiñak. Coreografia de Juan Carlos Garcia i Santi Gorostidi (cants gregorians, música popular medieval i barroca).
1978: Divertiment, Bases, Morphed. Coreografia Cecilia Ojeda. (espirituals negres).
1978. Somni. Isolda Barbarà (Gluck).
1978. Dos dins d’un. Coreografia: Gail Dockery. Música: Scott Joplin.
1979. Opció d’una diferència. Amèlia Boluda i Anselm J. Garcia i Música de Carl Orff.
1979. Laia. Coreografia: Àngels Margarit. Música: Johan Sebastian Bach, Bela Bartók i Smetana.
1979. Ritmes i formes. Esteve Brunat. Música: S. Fink.
1979, Penélope. Coreografia: Gilberto Ruiz-Lang. Acompanyament musical de Gilberto Ruiz-Lang.
1979. Els amants. Coreografia: Maria Rosas. Música: Kagel.
1979: Bases; Elegia; Andròmaca; Imatges; La Dona en sa vella casa. Coreografia: Harris Antachopoulos. Música: Ludwig van Bethoven. (Premi "The Place" Londres i "Bagnolet").
1979: Temporal, Dos dintre d'un; Silenci: Opció d'una diferència. Coreografia: Amelia Boluda i Anselm Garcia versionant poema de Rosa Carcer i música de Carl Orff.
1979. Laia, Els amants, La dona en sa vella casa, Opció d'una diferència, Silenci, Dos dintre d'un, Mont infantil. Coreografia Col·lectiva i taller Ruiz-Lang.
1979: Preludis. Col·lectiva. Música: Fréderic Chopin. Dins Grec 1979
1979. Història d’un soldat. Coreografia; Bárbara Kasprowicz. Música: Igor Stravinsky.
1979: Temporal, Els amants, La dona en sa vella casa, Andròmaca, Opció d'una diferència. Col·lectiva
1979. Somnis d’hivern. Col·lectiva. Música:Carles Altayó.
1979: Batucada. Coreografia Esteve Brunat, Música S. Fink.
1979: Penélope. Coreografia i música de Gilberto Ruiz-Lang.i interpretació de Dinora Valdivia.
1980. Sin estruendo y con gemido. Coreogafia: Gilberto Ruiz-Lang. Música: Lutoslawsky.
1980. Entrant la nit. Coreografia: Maria Rosas. Música: Franz Schubert.
1980. Passacaglia. Coreografia: Gilberto Ruiz-Lang. Música: George Friederich Haendel.
1980. Viatge en Mosaic (espectacle infantil). Alex Witzman. Música: Jean Paul Dupuis.
1980: No con gritos, pero si con un susurro. Coreografia: Gilberto Ruiz-Lang i Música de Wtold Lutolawski.
1980. Zebra. Coreografia: Lydia Azzopardi. Música: Steve Reich.
1981. Coloms de fil i cotó. Coreografia: Laura Pérez Cabrero. Música: Triana.
1981. Gelosia. Coreografia: Amèlia Boluda. Música: Grapelli.
1981. Valeri Cor de Lleó. Coreografia: Cesc Gelabert. Música: Carles Santos.i disseny de Carles Ramis.
1981. Muda imatge de la mort. Coreografia: Gilberto Ruiz-Lang. Música: Johan Sebastian Bach.
1982. Passacaglia. Coreografia: Gilberto Ruiz-Lang. Música: George Friederich Haendel.
1983. Sis al cub. Col·lectiva. Música: Brian Eno, Philip Glass, Mike Oldfield.
1983. Fanon. David Vaughn. Música: David Edward.
1983. Evidència. Coreografia: David Vaughn. Música popular catalana. Festival Internacional Teatre de Sitges
1984. Plexiglàs o Metracliat de Polivinil. Coreografia: Amèlia Boluda. Música: Philip Glass.
1985. El petit teatre del gran univers (espectacle infantil). Gilberto Ruiz-Lang. Música: Pink Floyd, Bach, Joseph Strauss, Robert Strauss, Richard Wagner.
1985. Fases. Coreografia: Carl Paris. Música: Georges Winston.
1985. Dos dies i mig. Coreografia: Ramon Oller. Música: Vangelis i David Byrne.
1986. Cal·ligrama. Coreografia: Dinora Valdívia. Música: Toti Soler, Artur Palaudries, poemes de Salvat Papasseit, veu d'Ovidi Montllor.
1986. Retorno a la sombra. Coreografia: Gilberto Ruiz-Lang. Música: Gustav Mahler, Gyorgy Ligeti, Franco Donadoni.
1986. Saxo de hielo. Coreografia: Toni Mira i Dinora Valdívia i Música: Steps Ahead.
1986. Blau i blanc. Coreografia: Amèlia Boluda. Música: Carles Santos.
1987. Perfectament Pedra. Coreografia Amèlia Boluda, Antonio Iglesies, Toni Mira, Dinora Valdívia (Koniec).
1987. Olimpia 87 (espectacle infantil). Col·lectiva. Banda sonora: Xavier Maristany.
1989. Quomix. Coreografia: Amèlia Boluda, Blanca Calvo, Òscar Molina, Rosa Romero. Música: Joan Saura, Xavier Maristany, Pau Riba. Estrenat a Brasília.
1991. Fetitxe. Coreografia: Amèlia Boluda. Música: Xavier Maristany.
1993. Frida. Coreografia: Amelia Boluda. Música: Xavier Maristany. Basat en l'artista mexicana Frida Kahlo.
1994. Temperaments. Coreografia Amelia Boluda. Música Xavier Maristany.
1995. Murs en mosaic. Coreografia: Joan Purtí i Alex Witzman. Música: Xavier Maristany i J. P. Dupuis.
1996. Calidoscopi (Saxo de hielo, Cal·ligrama fragment, Perfectament Pedra fragment, Dos dies i mig, Quomix fragment, Frida fragment i Passacaglia).
1996. La imaginación al poder. Coreografia: Amèlia Boluda. Música: Eduard Altaba, Ramon Calduch i Pablo Vélez.